# روی گریتریکس
روی گریتریکس (انگلیسی: Roy Gratrix; ۹ فوریهٔ ۱۹۳۲ – ۲۰ آوریل ۲۰۰۲) بازیکن فوتبال اهل بریتانیا بود.
از باشگاه‌هایی که در آن بازی کرده‌است می‌توان به باشگاه فوتبال منچستر سیتی و باشگاه فوتبال بلکپول اشاره کرد.